# Filatov & Karas

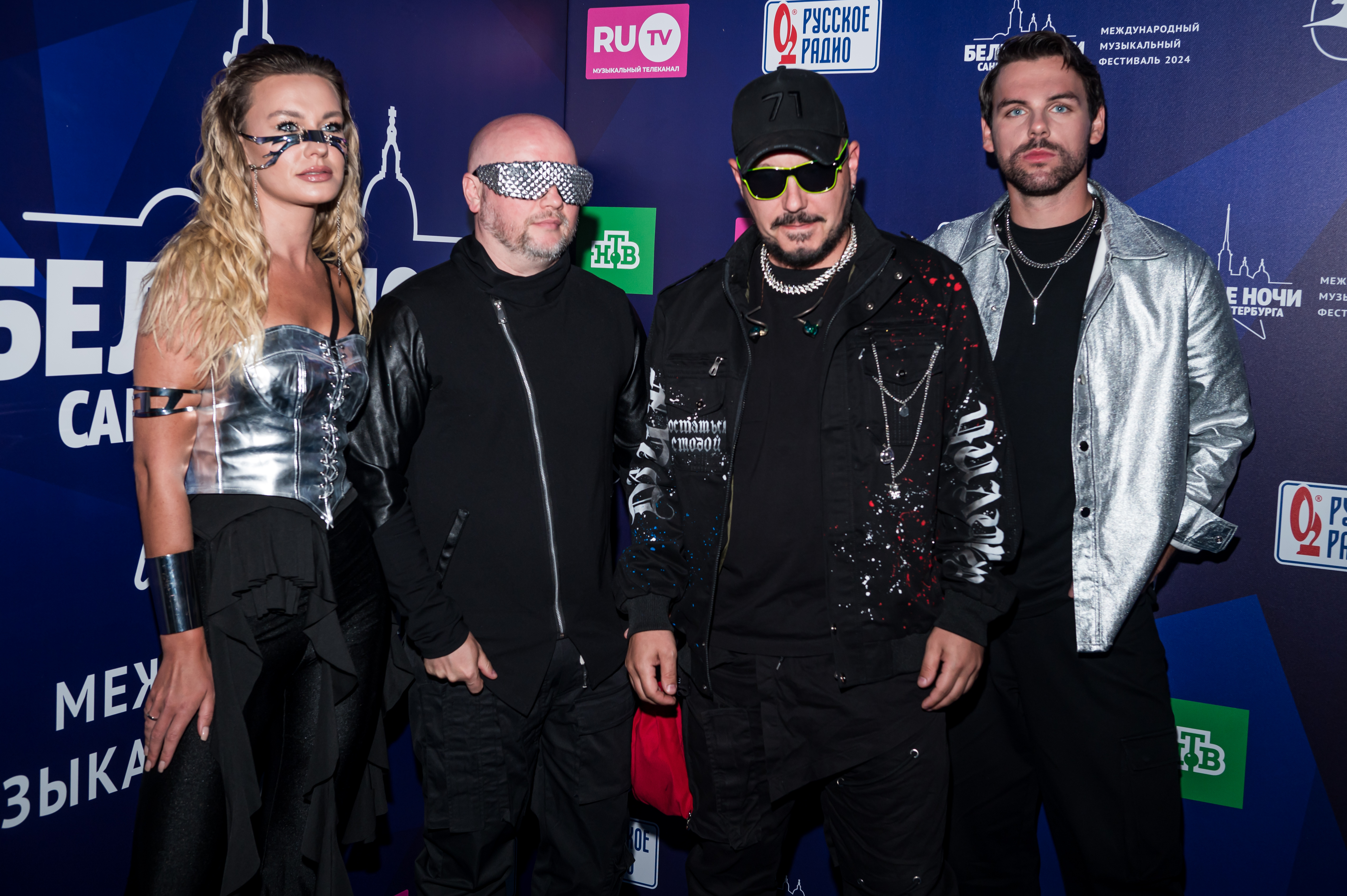
Filatov & Karas (2024)

Filatov & Karas sind ein russisches DJ- und Musikproduzenten-Duo, bestehend aus Filatov (bürgerlich Дмитрий Филатов, Dmitri Filatow) und DJ Karas (* 19. Mai 1979 in Moskau, bürgerlich Алексей Осокин, Alexei Ossokin). Sie wurden durch ihren Remix zu Imanys Single Don’t Be So Shy im Jahr 2016 bekannt, der in Europa Spitzenpositionen der Charts erreichen konnte.

## Karriere
Filatov begann seine Musikkarriere im Jahr 1998, als DJ legt er seit 2005 auf. DJ Karas war Teil mehrerer Musikprojekte und unter verschiedenen Pseudonymen als Musikproduzent und Remixer tätig.
Im Jahr 2012 starteten beide ihre Zusammenarbeit unter Filatov & Karas. Sie veröffentlichten zuerst vor allem Remixe von Liedern nationaler und internationaler Künstler. Im Jahr 2015 remixten sie zuerst den Song The Good, the Bad & the Crazy von Imany. Weil dieser gut angenommen wurde, wurde außerdem ein Remix ihres Liedes Don’t Be So Shy erstellt. Dieser war Ende 2015 zuerst in Osteuropa im Radio erfolgreich und wurde Anfang 2016 europaweit ein Hit. Zuerst in Polen, danach auch in Deutschland, Österreich und Frankreich erreichte das Lied Platz eins der Charts. 
Das Duo ist vor allem in Polen erfolgreich, 2016 und 2017 konnten zwei weitere Singles die Chartspitze der polnischen Airplaycharts erreichen.

## Diskografie

### Singles
- 2014: Imagine (mit Koala)
- 2014: Remedy
- 2015: In My Head
- 2015: Friends
- 2015: Satellite
- 2016: Lirika (feat. Masha oder Rada)
- 2016: Tell It to My Heart
- 2016: Beats
- 2017: Time Won’t Wait
- 2018: Kid at Heart
- 2019: Au Au
- 2020: Give It Away (mit Deepest Blue)

### Gastbeiträge
- 2016: Crown (Alloise feat. Filatov & Karas)
- 2016: Ride On (Rico Bernasconi & Ange feat. Filatov & Karas)

### Remixe
- 2015: Selfie – В Прошлом (Filatov & Karas Remix)
- 2015: Imany – The Good, the Bad & the Crazy (Filatov & Karas Remix)
- 2015: Imany – Don’t Be So Shy (Filatov & Karas Remix)
- 2016: Throttle feat. Lunchmoney Lewis – Money Maker (Filatov & Karas Remix)
- 2016: Antoine Chambe & Otter Berry feat. Hi-Ly – Andalusia (Filatov & Karas Remix)
- 2016: Alex Gaudino vs. Nari & Milani – MangoMan (Filatov & Karas Remix)
- 2016: Jackie Tech – You Can Have It All (Filatov & Karas Remix)
- 2016: Kings – Don’t Worry ’bout It (Filatov & Karas Remix)
- 2016: Dimitri Vegas & Like Mike – Stay a While (Filatov & Karas Radio Mix)
- 2016: Schiller mit Peter Heppner – Dream of You (Filatov & Karas Mix)
- 2016: Feder feat. Emmi – Blind (Filatov & Karas Remix)
- 2016: Eric Saade feat. Gustaf Norén – Wide Awake (Filatov & Karas Remix)
- 2017: KEV – Moments (Filatov & Karas Remix)
- 2017: Bera – Untouchable (Filatov & Karas Remix)
- 2017: Bobina & May-Britt Scheffer – Born Again (Filatov & Karas Remix)
- 2017: Armin van Buuren & Garibay feat. Olaf Blackwood – I Need You (Filatov & Karas Remix)
- 2017: Dave Ramone feat. Minelli – Love on Repeat (Filatov & Karas Remix)
- 2017: El Mukuka feat. Kayla Jacobs – Bottle of Loneliness (Filatov & Karas Remix)
- 2017: Tamerlan & Alena – Я Не Могу Без Тебя (Filatov & Karas Radio Remix)
- 2017: Favorite Child – Just Wanna Belong (Filatov & Karas Extended Mix)
- 2017: Richard Orlinski & Eva Simons – Heartbeat (Filatov & Karas Remix)
- 2017: Burak Yeter – Echo (Filatov & Karas Remix)
- 2017: Caleidescope feat. Nik Felice – Lady (Filatov & Karas Remix)
- 2018: State of Sound – High on You (Filatov & Karas Remix)
- 2018: Timmy Trumpet – Deja-Vu (Filatov & Karas Remix)
- 2019: DJ Antoine feat. Eric Zayne & Jimmi The Dealer – Loved Me Once (Filatov & Karas Remix)

## Auszeichnungen für Musikverkäufe
| Goldene Schallplatte - Polen - 2019: für die Single Au Au - 2021: für die Single Give It Away Platin-Schallplatte - Australien - 2016: für die Single Don’t Be So Shy - Belgien - 2016: für die Single Don’t Be So Shy - Kanada - 2018: für die Single Don’t Be So Shy - Norwegen - 2016: für die Single Don’t Be So Shy - Polen - 2024: für die Single Time Won’t Wait - Schweden - 2016: für die Single Don’t Be So Shy | 2× Platin-Schallplatte - Dänemark - 2025: für die Single Don’t Be So Shy 3× Platin-Schallplatte - Italien - 2019: für die Single Don’t Be So Shy 4× Platin-Schallplatte - Polen - 2017: für die Single Tell It to My Heart Diamantene Schallplatte - Polen - 2016: für die Single Don’t Be So Shy |

Anmerkung: Auszeichnungen in Ländern aus den Charttabellen bzw. Chartboxen sind in ebendiesen zu finden.
| Land/RegionAuszeichnungen für Musikverkäufe (Land/Region, Auszeichnungen, Verkäufe, Quellen) | Gold     | Platin       | Diamant     | Verkäufe  | Quellen              |
| -------------------------------------------------------------------------------------------- | -------- | ------------ | ----------- | --------- | -------------------- |
| Australien (ARIA)                                                                            | —        | Platin1      | —           | 70.000    | aria.com.au          |
| Belgien (BRMA)                                                                               | —        | Platin1      | —           | 30.000    | ultratop.be          |
| Dänemark (IFPI)                                                                              | —        | 2× Platin2   | —           | 180.000   | ifpi.dk              |
| Deutschland (BVMI)                                                                           | —        | —            | Diamant1    | 1.000.000 | musikindustrie.de    |
| Frankreich (SNEP)                                                                            | —        | —            | Diamant1    | 233.333   | snepmusique.com      |
| Italien (FIMI)                                                                               | —        | 3× Platin3   | —           | 150.000   | fimi.it              |
| Kanada (MC)                                                                                  | —        | Platin1      | —           | 80.000    | musiccanada.com      |
| Norwegen (IFPI)                                                                              | —        | Platin1      | —           | 10.000    | ifpi.no              |
| Österreich (IFPI)                                                                            | Gold1    | —            | —           | 15.000    | ifpi.at              |
| Polen (ZPAV)                                                                                 | 2× Gold2 | 5× Platin5   | Diamant1    | 240.000   | olis.pl              |
| Schweden (IFPI)                                                                              | —        | Platin1      | —           | 40.000    | sverigetopplistan.se |
| Schweiz (IFPI)                                                                               | —        | 2× Platin2   | —           | 60.000    | hitparade.ch         |
| Insgesamt                                                                                    | 3× Gold3 | 17× Platin17 | 3× Diamant3 |           |                      |

## Belege
1. ↑  http://rateyourmusic.com/artist/dj_karas
2. ↑  Fehler (Memento vom 12. Oktober 2007 im Internet Archive)
3. ↑  Fehler (Memento vom 15. März 2011 im Internet Archive)
4. ↑  Chartquellen: DE AT CH